# Zelenkoa onusta
Zelenkoa onusta – gatunek roślin z monotypowego rodzaju Zelenkoa z rodziny storczykowatych (Orchidaceae). Rośliny z tego rodzaju osiągają wielkość około 15 cm, są epifitami i rosną głównie na pniach drzew na wysokościach do 1300 m. Pseudobulwy są zaokrąglone z czerwono-brązowymi kropkami. Na jednej pseudobulwie zazwyczaj jest 1-3 wyprostowanych liści. Zalążnia zaokrąglona, torebka trójkątna w przekroju.
Rodzaj tej jest rozpowszechniony w Ameryce Południowej od południowo-zachodniego Ekwadoru do północno-zachodniego Peru. Niektóre źródła błędnie podają, że rośliny z tego gatunku występują w Panamie, Kolumbii i Wenezueli.

## Systematyka
Rodzaj sklasyfikowany do podplemienia Oncidiinae w plemieniu Cymbidieae, podrodzina epidendronowe (Epidendroideae), rodzina storczykowate (Orchidaceae), rząd szparagowce (Asparagales) w obrębie roślin jednoliściennych.